# Myrmecoptinus subsuturalis
Myrmecoptinus subsuturalis is een keversoort uit de familie klopkevers (Ptinidae). De wetenschappelijke naam van de soort werd in 1918 gepubliceerd door Maurice Pic.